# Escuela luminista de Sitges

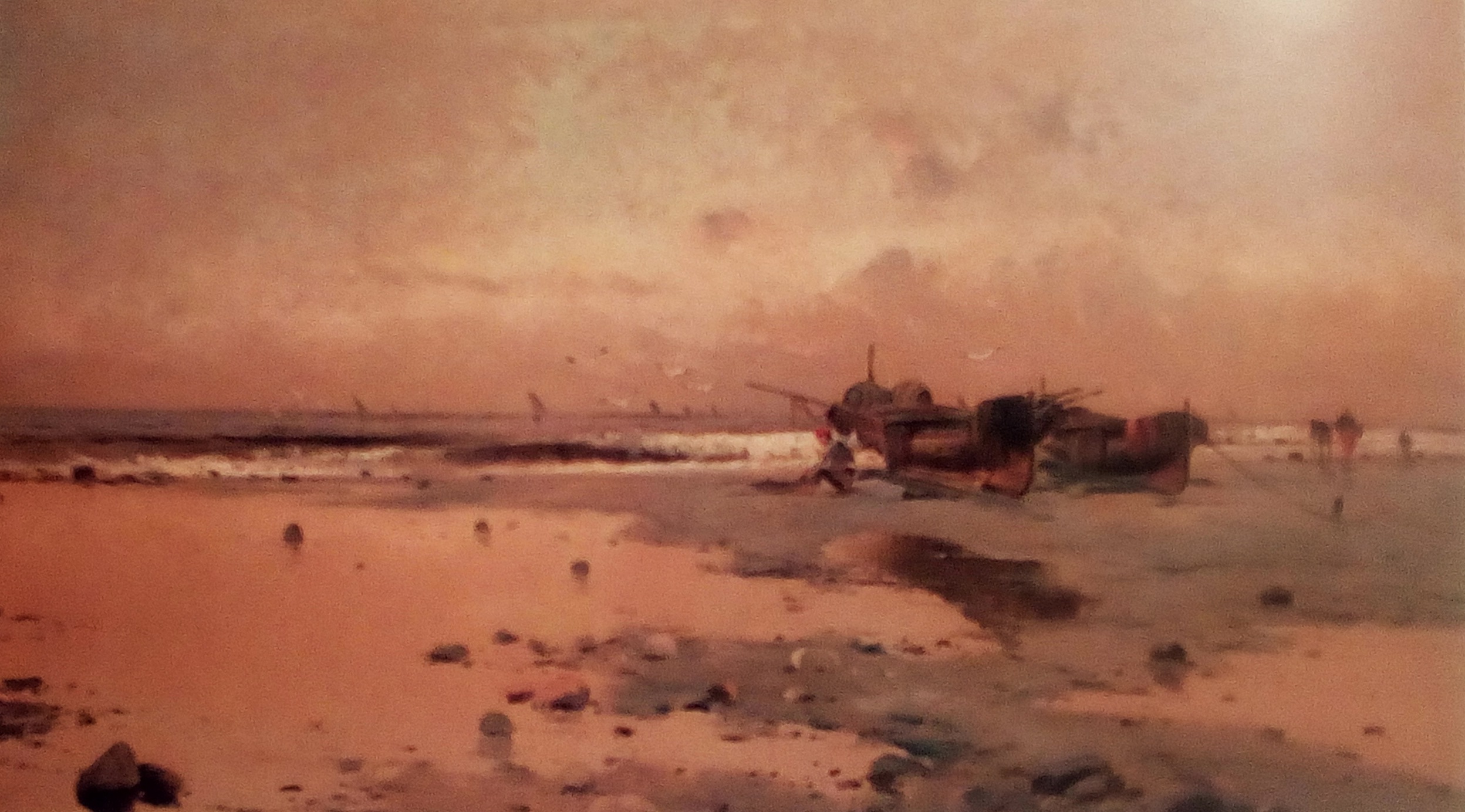
Playa de Sitges (1882), de Antoni Almirall, colección particular

La Escuela luminista de Sitges fue un movimiento pictórico principalmente paisajista activo en Sitges 
(Garraf) entre 1878 y 1892. Por su tratamiento de la luz esta escuela fue englobada dentro del luminismo, un estilo pictórico que se dio desde mediados del siglo XIX y hasta prácticamente la transición con el xx, que ponía un especial énfasis en la representación de la luz, con diversas escuelas nacionales en Estados Unidos (luminismo americano) y varios países europeos como Bélgica (luminismo belga), Países Bajos y Alemania. En España se dio igualmente el luminismo valenciano, centrado en la figura de Joaquín Sorolla.
Sus miembros más destacados fueron Arcadio Mas, Joaquim de Miró, Joan Batlle i Amell, Antoni Almirall y Juan Roig y Soler. Opuestos en cierta forma a la Escuela de Olot, cuyos pintores trataban el paisaje del interior de Cataluña con una luz más suave y tamizada, los artistas sitgetanos se decantaron por la cálida y vibrante luz mediterránea y por los efectos atmosféricos de la costa del Garraf. Herederos en buena medida de Mariano Fortuny, los miembros de esta escuela buscaban reflejar con fidelidad los efectos luminosos del paisaje circundante, en composiciones armoniosas que combinaban verismo y cierta visión poética e idealizada de la naturaleza, con un sutil cromatismo y una pincelada fluida que en ocasiones fue calificada de impresionista.
La Escuela de Sitges se considera generalmente precursora del modernismo catalán: dos de sus principales representantes, Ramón Casas y Santiago Rusiñol, pasaron varias temporadas en la villa garrafense, donde adoptaron la costumbre de pintar d'après nature y asumieron como protagonista de sus obras la luminosidad del ambiente que les rodeaba, si bien con otras soluciones formales y compositivas en las que se denota la influencia de la pintura francesa.

## Historia

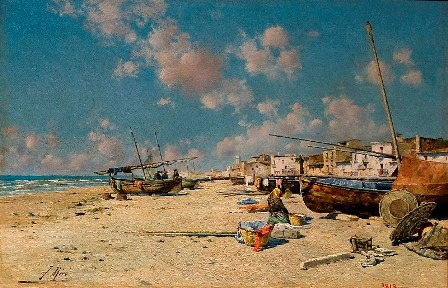
Playa de Sitges (1885), de Joaquim de Miró, Biblioteca Museo Víctor Balaguer, Villanueva y Geltrú

La fecha fundacional de la escuela suele fijarse en 1878, año en que Juan Roig y Soler fijó su residencia en Sitges después de varios años de viajar por Francia e Italia. Allí entabló relaciones con Joan Soler i Casanovas, un artista local, y con su discípulo Joaquim de Miró. Todos ellos compartían el objetivo de una pintura más natural y espontánea, alejada de la pintura academicista y su temática centrada en la historia y la mitología. Frente a ello, su nueva fuente de inspiración sería el paisaje, con predilección por las escenas costeras del mar Mediterráneo que bañaba su localidad natal y una especial sensibilidad hacia los efectos lumínicos y atmosféricos, en consonancia con otras corrientes europeas del momento. Ya de forma coetánea esta escuela fue llamada luminista o Escuela de Poniente.
Poco después de su llegada, Roig invitó a Sitges a su amigo Arcadio Mas Fondevila, quien halló en la villa garrafense un escenario ideal para su forma de entender la pintura. Barcelonense de nacimiento, su boda con la sitgetana Eulàlia Carreras en 1883 le vinculó aún más a Sitges. Poco a poco se fueron incorporando otros pintores, como Joan Batlle i Amell y Antoni Almirall, por lo que en los años 1880 floreció en Sitges una nutrida colonia de artistas —otros nombres vinculados a la misma en mayor o menor medida serían Josep Boniquet, Antoni Catasús, Felip Masó, Josep Mirabent, Joan Roig i Bofill, Modest Teixidor y Pere Vidal—. Sitges siguió así la senda de otras colonias artísticas que fueron surgiendo a lo largo del siglo XIX en Europa, como las francesas de Barbizon —vinculada al realismo— o Pontoise y Argenteuil —ligadas al impresionismo—, o las italianas de Posillipo —de corte romántico— o de Castiglioncello, donde se reunían los Macchiaioli. Todas ellas tuvieron como máxima premisa la pintura al aire libre (à plein air).

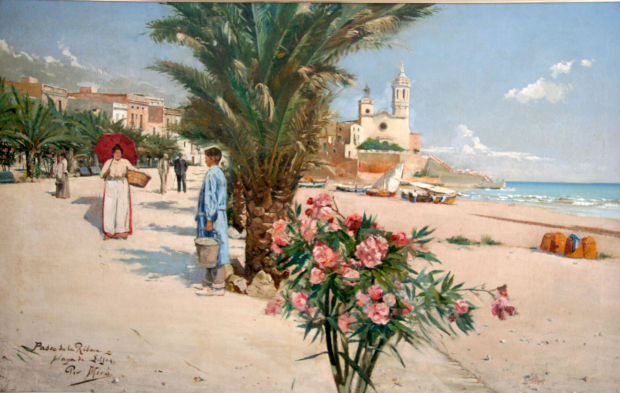
Paseo de la Ribera (1892), de Joaquim de Miró, colección particular

En Cataluña surgió también la Escuela de Olot —compuesta por Josep Berga, Joaquín Vayreda, Modesto Urgell y Enrique Galwey—, más interesada en los paisajes montañosos del interior de Cataluña. Esta escuela seguía los postulados artísticos de Ramón Martí Alsina, con obras de composición diáfana y serena con un cierto componente lírico de evocación bucólica, mientras que la de Sitges se inspiraría más en la figura de Mariano Fortuny, un artista muy interesado por los efectos de luz, que encontró su estilo personal en Marruecos como cronista de la guerra de África (1859-1860), donde descubrió el colorido y el exotismo que caracterizaría su obra. Aquí comenzó a pintar con apuntes rápidos de toques luminosos, con los que captaba la acción de forma espontánea y vigorosa, y que serían la base de su estilo: un colorismo de ejecución vibrante con destellantes efectos de luz, como se denota en una de sus obras maestras, La vicaría (1868-1870, Museo Nacional de Arte de Cataluña, Barcelona).
Los pintores de la escuela sitgetana encontraron en esta localidad del Garraf las condiciones ideales para plasmar el tipo de imágenes que estaban buscando: una vida alejada del bullicio de la ciudad, con idílicos paisajes tanto costeros como de las verdes campiñas circundantes —especialmente viñedos—, una arquitectura rústica y tradicional y unas gentes sencillas y humildes que mantenían sus antiguas costumbres y oficios tradicionales, especialmente los relacionados con la pesca. Todo ello unido a la vibrante luz y la atmósfera del Mediterráneo, con unas condiciones climáticas ideales para la pintura al aire libre.

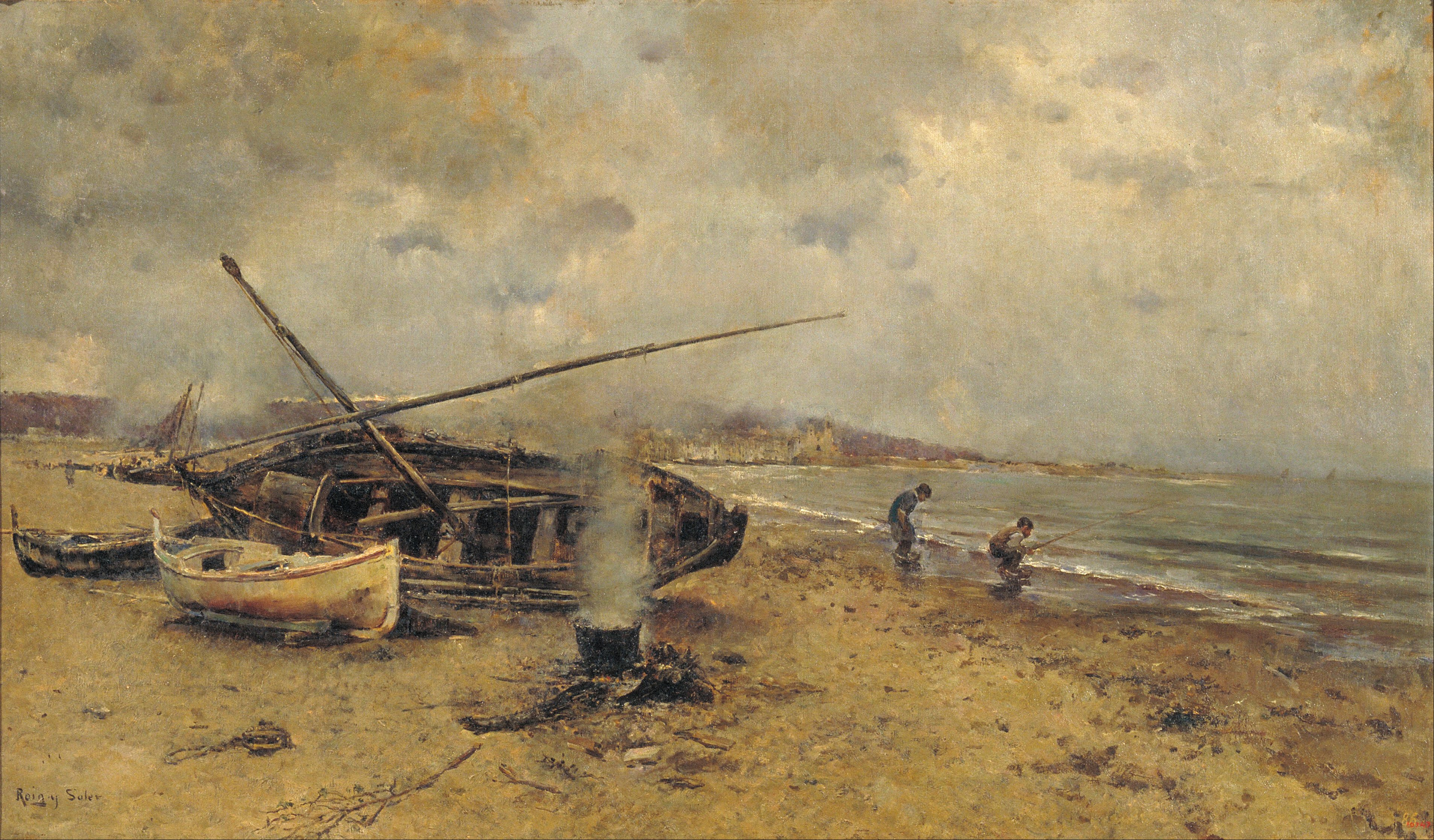
Estudio de Sitges (1896), de Juan Roig y Soler, Museo Nacional de Arte de Cataluña, Barcelona

Estos artistas captaron con precisión y detalle el paisaje y la vida y costumbres de esta villa costera, con realismo pero con una cierta visión idealizada y poética de las imágenes que captaban, en las que destacan la belleza lumínica y un cromatismo sutil de gran frescor visual. Sus obras requerían tanto un instinto innato para captar al momento las sutilezas del ambiente que les envolvía como una gran precisión técnica para trasladar sus impresiones al lienzo, siempre bajo la famosa premisa cézanniana de que «pintar directamente la naturaleza no es copiar el objetivo sino pintar sensaciones». El resultado es una obra que conmueve al espectador, que transmite sentimientos.
Los luministas sitgetanos se dieron a conocer por primera vez al público en la Exposición Regional de Villanueva y Geltrú de 1882, en la que por primera vez se consideró al grupo como una escuela pictórica. La exposición fue un éxito, especialmente por lo novedoso de la técnica desarrollada por estos artistas, un éxito que fue recogido por el diario La Renaixensa el 19 de agosto de 1882: «por cortesía y por mérito propio merece los honores de antelación esta escuela pictórica nacida hace poco tiempo o mejor dicho trasplantada a las playas vilanovinas por uno de los más distinguidos pintores nuestros, A. Mas i Fondevila».

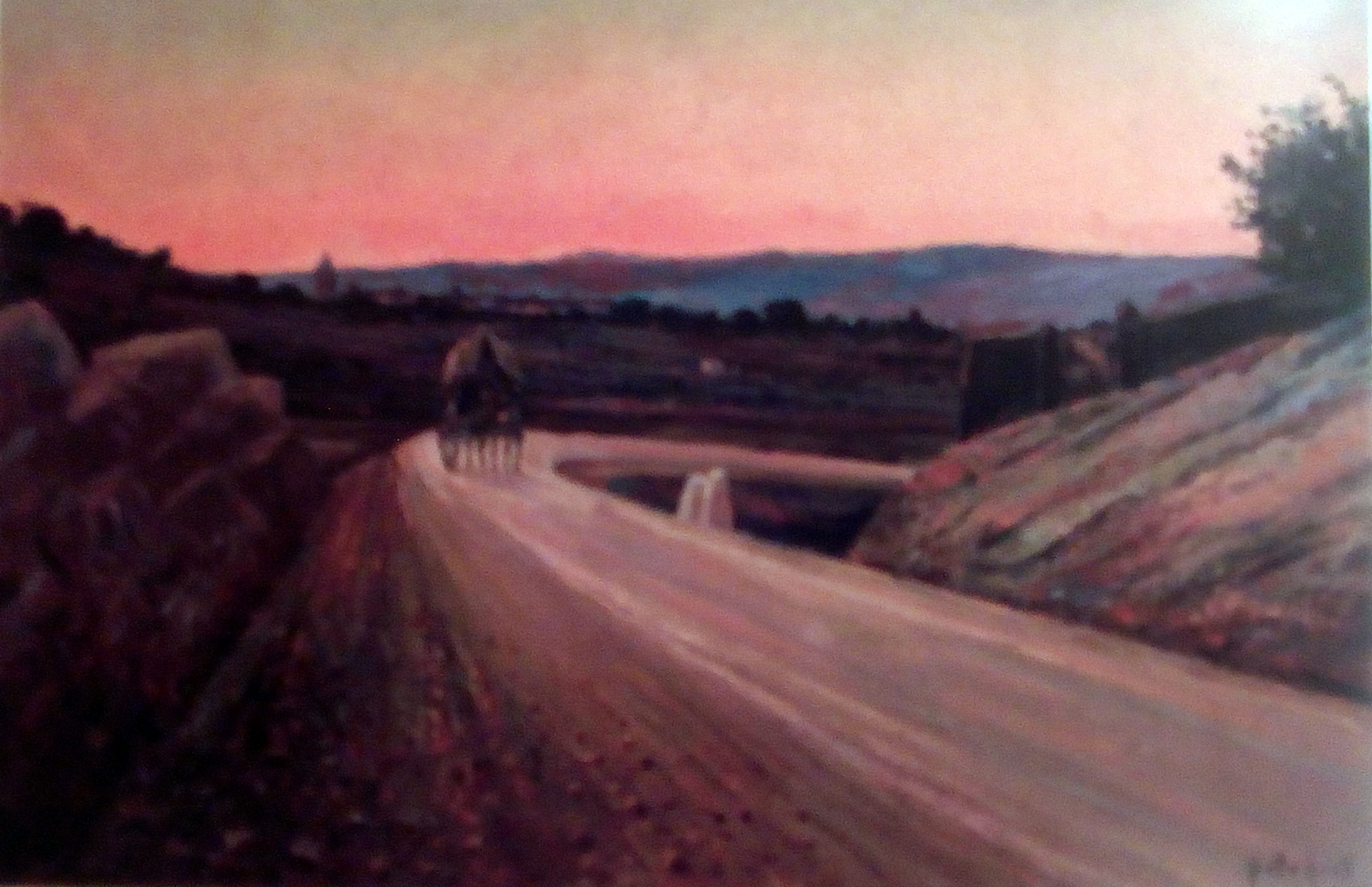
Camino de les Forques (1898), de Joan Batlle i Amell, colección particular

El principal punto de reunión de los luministas era el taller de Joaquim de Miró en el paseo de la Ribera. En 1886 efectuaron en este taller una muestra de pintura luminista con obras de Miró, Mas y Roig —este último una serie de lienzos realizados en Cadaqués—. La mayoría eran paisajes, pero raramente desnudos, por lo general estaban poblados de elementos anecdóticos y de pequeñas figuras humanas ocupadas en sus quehaceres diarios, en una mayor parte relacionados con la pesca. Si la escena era urbana solían recoger algún edificio que les llamara la atención, especialmente desde ángulos de observación de aspecto curioso o fuera de lo corriente. También se preocuparon por los cambios en el entorno que ofrecían los nuevos adelantos tecnológicos, como la llegada del ferrocarril.
Su paleta luminosa y diáfana hizo que en numerosas ocasiones se les relacionase con el impresionismo. Así, un crítico del Diario de Barcelona escribió el 19 de marzo de 1884 que «a mi modo de ver, la manera de poner el color a estilo impresionista no favorece en nada al efecto de las marinas de Roig i Soler».
Los luministas fueron participando en varias exposiciones en Madrid, Barcelona, Gerona, Villanueva y Geltrú y San Feliu de Guíxols, con bastante éxito de ventas —principalmente Mas y Roig—. La mayoría de sus clientes eran sitgetanos y muchas de estas obras acabaron en Cuba, donde había numerosos indianos procedentes de la villa garrafense.

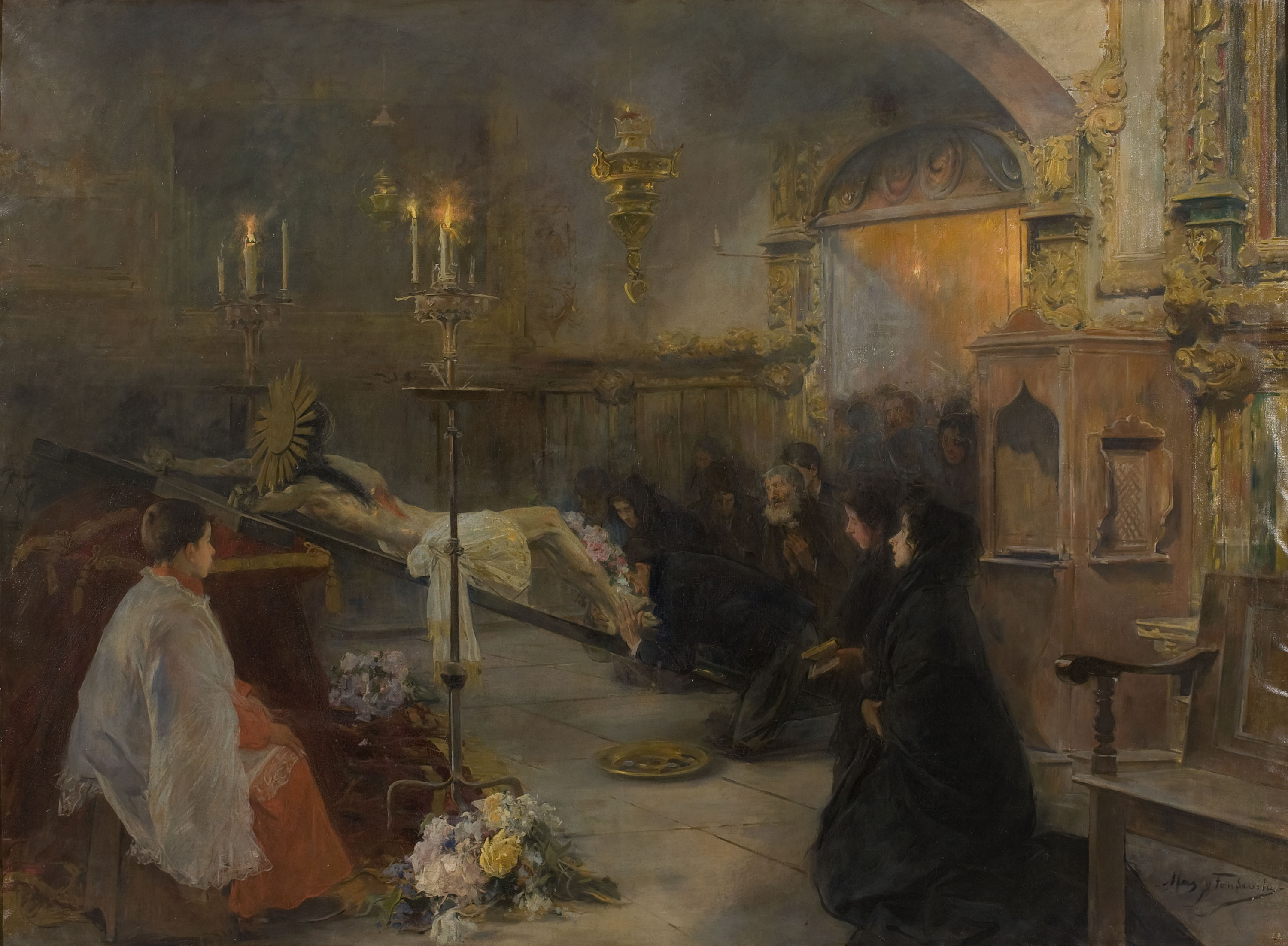
Venite adoremus (1896), de Arcadio Mas, Biblioteca Museo Víctor Balaguer, Villanueva y Geltrú

La etapa más propiamente luminista de esta escuela se cerró en 1892, fecha en que se celebró la Primera Exposición Modernista precisamente en Sitges, como homenaje público a los logros de esta escuela. Pese a ello, el auge del incipiente modernismo conllevó la paulatina disolución de la escuela, que se plasmó además en la marcha de Roig y Soler de Sitges para establecerse en Barcelona. También cabe remarcar que a finales de 1891 se habían establecido en Sitges los pintores Eliseu Meifrèn, Ramón Casas y Santiago Rusiñol, grandes admiradores de la escuela luminista. Su estancia en la villa ha sido considerada en ocasiones una segunda etapa de la escuela luminista, pero en cierta medida las premisas originales de la escuela ya estaban agotadas. Entre 1891 y 1892, Casas y Rusiñol plasmaron en sus lienzos el paisaje sitgetano con la misma luminosidad que la escuela iniciada por Mas y Roig, pero con distintas soluciones compositivas y formales, en las que se denota una mayor influencia de la pintura francesa. Fue Rusiñol quien planeó en 1892 hacer la I Exposición de Bellas Artes de Sitges —que sería más conocida como Primera Exposición Modernista—, que supuso antes que nada un homenaje a la escuela luminista. Para tal acontecimiento, el periodista y crítico de arte Raimon Casellas escribió en La Vanguardia el 27 de agosto de 1892:

Dada la constelación de exposiciones comarcales que corremos, una exhibición en la costa de Poniente ya se veía a venir, se presentía, se imponía, casi, por ser en esta región radiante donde vio la luz una subescuela de pintura, rama importantísima de nuestro arte regional.

A raíz de la exposición el crítico Casellas dividió el paisajismo catalán entre la Escuela de Olot y la de Poniente (Sitges). El centenar de obras exhibidas fueron calificadas por este crítico como un «salón del gourmet» y añadió que la muestra representaba «un paso gigantesco de adelanto». Para concluir, invitaba a la gente «a purgarse de betunes y ranciedades, y a investigar y a pintar la luz en el más espléndido y más amplio de los talleres; el taller sin límites de la Madre Naturaleza».
Con posterioridad la mayoría de estos artistas evolucionó de diversa manera: Roig y Soler tuvo en su producción posterior una tendencia a sustituir la línea por la mancha, recargando la composición matérica de sus obras, con una factura más libre y dinámica; Mas Fondevila se acercó al modernismo —fue amigo íntimo de Rusiñol—, y combinó el paisajismo con escenas de interior, especialmente en iglesias iluminadas con luz de velas de aspecto barroquizante; también se dedicó al cartelismo y la ilustración para revistas. Miró, Batlle y Almirall continuaron en buena medida con el estilo luminista, aunque de una manera más personal y heterogénea.
El luminismo sitgetano tuvo una gran influencia en el modernismo catalán, especialmente Ramón Casas y Santiago Rusiñol, e incluso en el joven Pablo Picasso, que se formó artísticamente en la Barcelona finisecular en donde bullía este clima artístico. Casas y Rusiñol admiraban en el estilo luminista el desdén por la grandilocuencia y los convencionalismos, así como su sensibilidad y libertad y el desarrollo de nuevas técnicas y temáticas. Picasso recibió en su juventud la influencia de Arcadi Mas, como se denota en su obra Primera comunión, que presentó a la Exposición de Bellas Artes e Industrias Artísticas de Barcelona de 1896, donde se percibe el influjo de los interiores de iglesia barroquizantes de Mas.